# Mobile Suit Gundam 0080: War in the Pocket
Mobile Suit Gundam 0080: War in the Pocket (機動戦士ガンダム0080 ポケットの中の戦争 Kidō Senshi Gandamu 0080 Poketto no Naka no Sensō?) es una serie de animación japonesa tipo OVA de 1989 perteneciente a la franquicia Gundam, y es la primera serie de este tipo en ser producida en la franquicia. La serie fue dirigida por Fumihiko Takayama, siendo esta la primera vez en que alguien diferente a Yoshiyuki Tomino (creador de Gundam) tuvo al oportunidad de dirigir una producción de Gundam. El OVA fue lanzado en el año 1989 para conmemorar el décimo aniversario de Gundam.
El subtítulo, "War in the Pocket," (Literalmente Guerra en el Bolsillo)  hace referencia a una pequeña historia personal, una historia paralela que se enfoca en las experiencias de un niño de diez años durante la Guerra de un Año.

## Argumento
La serie esta cronológicamente ambientada en diciembre, durante el año 0079 de la Era Universal Century. Agentes de Inteligencia de Zeon han identificado a un prototipo de Gundam en fase de desarrollo en una base de la Federación en el Ártico. Un equipo de fuerzas especiales es despachado para destruir el prototipo, pero antes de estos puedan cumplir su misión, el Gundam es lanzado al espacio. Cuando el Gundam llega a una base de la Federación ubicada en la colonia Libot de la neutral Sección 6, el Principado pone en marcha una operación encubierta para destruir al Gundam.
Uno de los soldados asignados para la misión es el novato Bernard Wiseman. Sin embargo, la misión fracasa y todo el equipo es asesinado a excepción de Bernard. Después de estrellarse en su Mobile Suit Zaku II Kai, Bernard logra hacerse amigo de Alfred Izuhura y de Christina Mackenzie (sin saber que ella es la piloto de pruebas del Gundam). A medida que Bernard repara su Mobile Suit, Christina y él se van enamorando sin advertir entre ellos cuál es la verdadera naturaleza de cada quién. Más tarde, Bernard descubre que Zeon destruirá la Colonia Libot con armas nucleares en caso de que no pueda destruir al Gundam.
Sintiendo que no hay otra opción, Bernard aborda su Mobile Suit Zaku II Kai y sale a buscar al Gundam para destruirlo. Automáticamente las alarmas de la colonia se disparan y Christina despega a bordo del Gundam y ambos empiezan a luchar. Unos momentos más tarde, Alfred se entera por las noticias que la nave de Zeon que llevaba las armas nucleares fue capturada por federales, por lo tanto, Bernard ya no tiene por qué pelear.
Alfred trata de detener a Bernard pero cuando llega al lugar de la batalla encuentra al Mobile Suit Zaku Kai de Bernard totalmente destruido y a Christina siendo sacada del Gundam herida. Después, Christina le dice a Alfred que ella se irá de la colonia Libot y le pide que se despida de Bernard por ella, aún sin saber que ella ya lo había matado. Alfred no tiene el corazón para decirle la verdad y acuerda cumplir con su petición.
Al final, la escuela tiene un discurso para hablar de los efectos de la guerra. Esto hace que Alfred recuerde a Bernard y empieza a llorar. Ignorando esto, sus amigos piensan que Alfred está triste por el final del conflicto. Estos le dicen que solo hay que esperar a que surja otra guerra divertida para ir a recoger artefactos al campo de batalla de nuevo. Esto implica que no todos los niños entienden los dolores de la guerra tal y como lo hace Alfred, siendo esta ignorancia la que prepara el terreno para conflictos futuros.

## Personajes

### Personajes principales
Alfred "Al" Izuruha (アルフレッド・イズルハ 'Arufureddo Izuruha'?, アル Aru)
 Seiyū: Daisuke Namikawa
Al es un niño de 11 años. Tiene una relación distante con su padre, que trabaja para la Federación de la Tierra, saca malas notas en la escuela y se porta mal con su madre y con sus profesores. Es un muchacho ingenuo y no tiene idea acerca de la guerra que está devastando la Esfera Terrestre y está fascinado con las historias de combates en Mobile Suits. Tiene un interés especial en los Mobile Suits Zaku II de Zeon y piensa que estos son asombrosos. Un día, Al conoce al piloto novato de Zeon Bernie Wiseman, cuyo Zaku es dañado y se estrella poco después de un combate con fuerzas de la Federación de la Tierra dentro de la Colonia.
Bernard "Bernie"  Wiseman (バーナード・ワイズマン 'Bānādo Waizuman'?, バーニィ Bāni)
 Seiyū: Koji Tsujitani
Bernard Wiseman es un soldado novato del Principado de Zeon que se hace amigo de Al después de que su Zaku sea derribado en Libot. Posteriormente es reasignado al equipo de élite Cíclope para embarcarse en una misión encubierta.
Christina "Chris" MacKenzie (クリスチーナ・マッケンジー 'Kurisuchīna Makkenjī'?, クリス Kurisu)
 Seiyū: Megumi Hayashibara
Christina es una amiga y vecina de Al que ha retornado desde la tierra para realizar una labor secreta para la Federación.

### Personajes secundarios
Steiner Hardie
EL Teniente Steiner Hardie es un experto veterano, comandante del Equipo Cíclope, que es asignado para capturar o destruir el arma más poderosa de la Federación de la Tierra.
Gabriel Ramírez García (ガブリエル・ラミレス・ガルシア 'Gaburieru Ramiresu Garushia'?)
García  es un Don Juan hispano que inicialmente tenía el menor rango dentro del equipo Cíclope, antes de la llegada de Bernard, al cual le gusta acosar.
Mikhail "Mischa" Kaminsky (ミハイル・カミンスキー 'Mihairu Kaminsukī'?, ミーシャ Mīsha)
Mikhail Kaminsky es un ruso grande velludo y áspero. Le encanta beber mucho alcohol tanto dentro como fuera del campo de batalla. Es un miembro aliado del equipo Cíclope y es el segundo al mando después de Hardie.
Colonel Killing
Es un oficial de Zeon implacable e intimidante cuya asignación del piloto novato Bernie Wiseman al equipo Cíclope sugiere un motivo ulterior.
Charlie
Charlie es un viejo cantinero que ha vivido toda su vida en la colonia Libot. Es un buen amigo de Steiner Hardy.
Chay
Chay es uno de los compañeros de clase de Al. Dice que su hermano es un piloto de Mobile Suit de la Federación. Chay impresiona a sus compañeros enseñándoles una insignia militar del ejército de la Federación de la Tierra.
Telcott
Telcott es otro amigo de Al. Este no se mete en tantos problemas como Al y Chay, pero comparte su interés por los juegos de guerra. Telcott es "niño de mamá", ya que siempre empieza sus comentarios con la expresión "Mi mamá dice..."
Dorothy
Dorothy es una compañera de clases de Al. Al la detesta pero cuando su experiencia con Bernard lo entristece, ella le da apoyo moral.

## Máquinas

### Federación Terrestre
Mobile Suits
- RX-78NT-1 Gundam "Alex"
- RGM-79D GM Cold Climate Type
- RGM-79G GM Command
- RGM-79GS GM Command Space Type
- RGM-79SP GM Sniper II
- RX-77D Guncannon Mass Production Type

Unidades de Apoyo
- 63 STS "Ginga"
- Medea
- LMSD-76 Gray Phantom

### Principado de Zeon
Mobile Suits
- MS-06FZ Zaku II Kai
- MS-09R-2 Rick Dom II
- MS-14Jg Gelgoog Jäger
- MS-18E Kämpfer
- MSM-03C Hygogg
- MSM-07E Z'Gok-E

Unidades de Apoyo
- U-99 Jukon (Submarino de Combate clase Jukon)
- Crucero ligero Clase Musai (Tipo Producción Final)
- Crucero de Asalto Clase Tivvay (Graf Zeppelin)

### República de Riah
Mobile Suits
- RH-35E Riah 35 Draken-E

## Producción y Desarrollo
La serie fue estrenada el 25 de marzo de 1989 en coincidencia con las celebraciones del décimo aniversario de la franquicia Gundam.
La historia no fue escrita por Tomino, sino por Hiroyuki Yamaga. Gundam 0080 también marcó una diferencia significativa apartándose del constante tema de los Newtypes, una cuestión que siempre ha sido abordada en la línea de tiempo Universal Century, desde Mobile Suit Gundam hasta Char's Counterattack. La ausencia de este tema le permitió a la serie atraer a nuevas audiencias sin ningún gusto especial por Gundam o por el trabajo de Tomino. Esta tendencia continúo manifestándose en posteriores secuelas de Gundam, enfocándose en soldados ordinarios y en personas comunes en medio de estos conflictos.
El diseño de los personajes estuvo a cargo de  Haruhiko Mikimoto (Conocido por su trabajoMacross Megazone 23, Gunbuster).
Gundam 0080 también comenzó una larga tradición de rediseños retroactivos. Yutaka Izubuchi actualizó los diseños mecánicos e indumentarias de la época de la serie original y, desde entonces, cada nuevo equipo creativo le ha aplicado su propio estilo a naves, trajes, colonias, robots y demás elementos de la franquicia.
Música
El tema de apertura se titula  "Itsuka Sora ni Todoite" (いつか空に届いて; Algún Día alcanzaremos el cielo) y el de clausura como "Tooi Kioku (遠い記憶; Memoria Distante)". Ambos temas fueron interpretados por la cantante Megumi Shiina.

## Recepción y Crítica
Yoshiyuki Tomino, que no estuvo involucrado en la producción del programa, fue entrevistado por la revista Newtype en su edición de abril de 1989, justo después del estreno del primer episodio. Tomino elogio al director por el esfuerzo que este hizo en hacer que la serie fuese más realista, al enfocarse en otras cosas aparte de las batallas con robots.  Sin embargo, Tomino también hizo mención de dos fallos: Se hizo más énfasis en enfocar la del cielo azul dentro de la colonia más que en las otras partes del cilindro que la compone, que queda a una distancia de 6.4 km  y a los niños siendo evacuados de sus escuelas durante una alerta de ataque. Tomino pensó que evacuar a los niños en medio de un ataque con la escuela estando tan cerca del área atacada era algo irreal; lo más lógico hubiera sido cerrar la escuela y llevar a los niños hacia un refugio.

## Transmisión
Cartoon Network la transmitió en los Estados Unidos  a través de Toonami y brevemente en Adult Swim.